# DR Salonwagen 10215
Der Salonwagen 10215 (Salon 6ü-40 10215 Bln) der Deutschen Reichsbahn war der aufwändigste der für Hermann Göring gebauten Salonwagen. Nach dem Zweiten Weltkrieg wurde er vollständig umgebaut, brannte aber bereits 1954 aus und wurde anschließend verschrottet.

## Geschichte

### Reichsbahnzeit
Der Wagen wurde 1940 in Auftrag gegeben, innerhalb von nur acht Wochen gebaut und im September 1940 in Betrieb gestellt. Die Kosten betrugen 630.000 RM. Nach einer kurzen Testphase wurde er als vierter / zwölfter Wagen in Görings Sonderzug „Asien“ als „Arbeitswagen“ eingereiht. Dazu hatte der Wagen im Salon einen großen Kartentisch. Der Wagen verblieb bis zum Ende des Krieges in diesem Zug. Zugeordnet war der Wagen dem Anhalter Bahnhof in Berlin.
Der Wagen wurde besonders luxuriös ausgestattet – selbst für einen Salonwagen: Er war um 80 cm länger als die Salonwagen anderer Nazi-Größen. Die Liegen und ein Teil der Sessel waren mit Brokat bezogen, die Wandverkleidung wurde in Maidu, Palisander, Kirschbaum und Teak ausgeführt. Der Salon hatte vier statt der sonst üblichen drei Fensterachsen. Das Bett war breiter als üblich  – so wie der Reichsmarschall auch. Das Badezimmer besaß eine Badewanne, die in Längsrichtung angeordnet war, höchst ungewöhnlich, da sonst in der Regel nur Sitzbadewannen quer zur Fahrtrichtung eingebaut wurden.  Das alles führte zu dem enormen Gesamtgewicht von fast 73 Tonnen, was wiederum zwei dreiachsige Drehgestelle erforderte.
Dies alles aber hinderte den Reichsmarschall nicht, unzählige kleine und auch größere Änderungswünsche zu äußern und durchzusetzen. Dazu zählten unter anderem
- der Einbau einer Abspielanlage für Tonfilme. Diese wurde im Salon hinter einem Bücherregal verborgen, aber es genügte, vier Bücher aus dem Regal zu nehmen, um dem Lichtkegel ausreichend Platz zu schaffen.[4]

Das gewünschte Hoheitszeichen auf einer Standarte

- der Austausch der Hoheitszeichen der Reichsbahn gegen die des Reichsmarschalls (Reichsadler mit gekreuzten Marschallstäben).[Anm. 2] Dem folgte die Reichsbahn nur sehr widerwillig, da sie Sicherheitsbedenken hatte offenzulegen, wer der jeweilige Nutzer eines Salonwagens war.[5]

### Besatzung
Am 26. April 1945 beschlagnahmten US-amerikanische Streitkräfte das Fahrzeug bei Berchtesgaden. Es wurde zusammen mit anderen Salonwagen zunächst im Bahnhof Frankfurt (Main) Süd abgestellt. Dort suchte ihn sich der Kommandeur der Feldeisenbahnen in Deutschland, Oberst Stoddard, als Dienstfahrzeug aus, wozu der Wagen nach Stuttgart umbeheimatet wurde. Kurz darauf wurde er als erster / vierter Wagen in den Sonderzug A-600 der Generale Lucian K. Truscott und Geoffrey Keyes in Heidelberg eingestellt. Er trug nun die Nummer 65. 1949 war er wieder in Frankfurt (Main) Süd beheimatet.

### Deutsche Bundesbahn
Die Deutsche Bundesbahn (DB) erhielt den Wagen am 23. Mai 1953 „wegen Unwirtschaftlichkeit“ zurück. Er befand sich damals in einem recht abgenutzten Zustand. Die DB hatte zunächst keine passende Verwendung für das Fahrzeug, erwog einen Umbau und setzte es ab dem 6. Juli 1950 zunächst für den Bundesminister für Verkehr, Hans-Christoph Seebohm, ein, dessen sonst genutzter Salonwagen in die Revision musste. Dafür wurde im ehemaligen Schrankraum ein Abteil für einen Wagenbegleiter und eine kleine Teeküche eingebaut.
Nach diesem Einsatz erwog die DB erneut den Umbau in verschiedenen Varianten, sowohl als Salonwagen als auch zu einem Personenwagen für den öffentlichen Verkehr der (alten) 1. und 2. Klasse oder den Verkauf des Fahrzeuges. Angebote aus Argentinien und Südafrika lagen vor. Der Verkauf scheiterte aber an den hohen Preisvorstellungen der DB (516.000 DM). Auch die geplanten Umbauten als Salon oder Reisezugwagen erwiesen sich letztendlich als zu teuer. So entschied sich die DB am 25. Januar 1951, das Fahrzeug zu einem Gesellschaftswagen umzubauen. Das war die billigste Variante, denn es bedeutete im Wesentlichen eine „Entkernung“ des Fahrzeugs: Den überwiegenden Teil des Wagens nahm nach dem Umbau ein 15,5 m langer Großraum ein, der wahlweise leer als Tanzfläche oder möbliert mit 10 Tischen und 40 Stühlen oder in Reihenbestuhlung, zum Beispiel für Filmvorführungen, eingerichtet werden konnte. Hier wurden auch eine Theke, eine Filmvorführanlage, ein Radiogerät und ein Plattenspieler eingebaut. Weiter erhielt der Wagen zwei Abteile, davon eines für den Reiseleiter mit Durchblick zum Großraum und eine kleine Küche mit Propangaskocher eingebaut. Der Wagen wurde stahlblau mit silbernem Dach und silbernen Zierstreifen gestrichen und seitlich mit der Aufschrift „Deutsche Bundesbahn“ versehen. Den Auftrag erhielten wieder Wegmann & Co. Der Umbau begann am 14. Juli 1952 und war im Oktober des gleichen Jahres abgeschlossen. Der Wagen wurde wieder in Frankfurt am Main stationiert und erhielt die Bezeichnung WG6üm-40/51 und die Wagennummer 10850 Ffm.
Die DB fand den Umbau so gelungen, dass sie das Fahrzeug auf der Deutschen Verkehrsausstellung 1953 präsentierte. Während eines Einsatzes brannte es am 15. Juni 1954 aufgrund eines Schadens an seiner Propangasanlage in Würzburg Hauptbahnhof komplett aus. Die Fahrzeugruine wurde noch zurück ins Ausbesserungswerk nach Frankfurt gebracht, am 6. November 1954 aber ausgemustert und Anfang 1955 abgebrochen.

## Beschreibung
Der Wagen hatte ein zusätzliches, hölzernes Sonnenschutzdach, das über dem Metalldach lag und auch durch alle Umbauten beibehalten wurde.

### Salonwagen
Der Wagen hatte ursprünglich folgenden Aufbau: An beiden Enden gab es geschlossene Einstiegsplattformen. Die Raumfolge war im Übrigen:
- Salon (7,4 m lang)

und, entlang eines Seitengangs angeordnet:
- Großes Schlafabteil (2,8 m lang)
- Toilettenraum
- Badezimmer
- Kleines Schlafabteil mit in Wandschrank eingebauter Waschgelegenheit (2,5 m lang)
- Schrankraum (etwas über 3 m lang)

Großes Schlafabteil, Toilettenraum, Badezimmer und kleines Schlafabteil waren unabhängig vom Seitengang noch einmal untereinander verbunden.

### Gesellschaftswagen
Nach dem Umbau zum Gesellschaftswagen gab es weiter an beiden Enden geschlossene Einstiegsplattformen. Im Übrigen bestand die Raumabfolge aus:
- Küche (2,49 m lang)
- Großraum (15,5 m lang)
- Reiseleiterabteil (1,49 m lang)
- Begleiterabteil (2,04 m lang)